# Мафинга
Холмы Мафинга расположены на границе между Замбией и Малави, на юге Африки. Эти холмы состоят из кварцитов, филлитов и полевошпатовых песчаников осадочного происхождения.Является самой высокой точкой в Замбии, 2,339 метра (7 674 фута).